# Dietmar Matterne

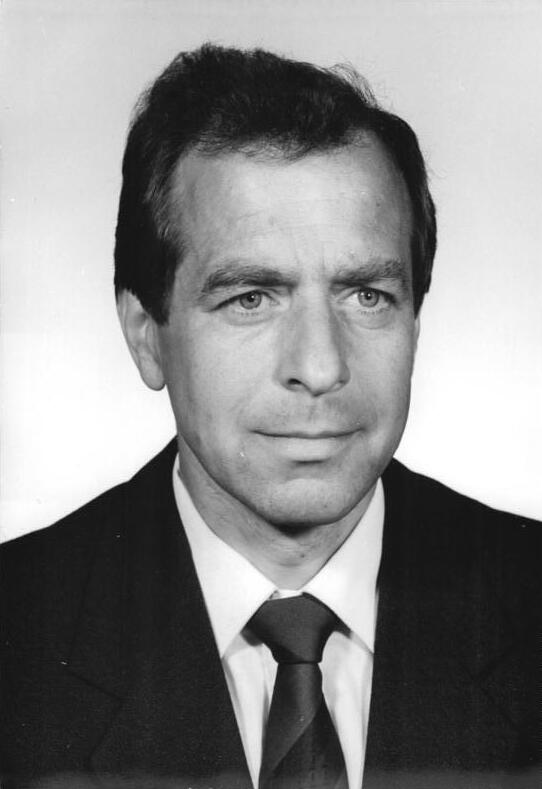
Dietmar Matterne, 1990

Dietmar Matterne (* 16. August 1942 in Breslau; † 7. Oktober 2000 in Cottbus) war ein deutscher Politiker (SPD).

## Leben
Der in Schlesien geborene Matterne wuchs in Thüringen (Bezirke Erfurt und Suhl) auf. Nach dem Abitur studierte er Chemie von 1963 bis 1968 an der TU Dresden. Anschließend war er dort bis 1973 wissenschaftlicher Mitarbeiter und promovierte in jenem Jahr zum Dr. rer. nat. Von 1974 bis 1990 war Matterne Chemiker und Laborleiter am Kreiskrankenhaus in Weißwasser. Parallel machte er in den Jahren 1983 bis 1987 eine Fachausbildung in klinischer Chemie und Labordiagnostik.
Im November 1989 trat Matterne in die Sozialdemokratische Partei in der DDR ein. Er wurde bei der vorgezogenen Volkskammerwahl 1990 im Bezirk Cottbus auf Listenplatz 4 in die letzte Volkskammer gewählt. Bei der Bundestagswahl 1990 wurde er über die sächsische Landesliste in den Deutschen Bundestag gewählt, dem er bis 1994 angehörte.
Matterne starb nach langer schwerer Krankheit im Alter von 58 Jahren.